# Ricardo Bocanegra
Ricardo Roberto Bocanegra Vega (Las Vegas, 3 maggio 1989) è un ex calciatore messicano, di ruolo centrocampista.